# Puya sodiroana
Puya sodiroana là một loài thực vật có hoa trong họ Bromeliaceae. Loài này được Mez miêu tả khoa học đầu tiên năm 1904. Chúng là loài đặc hữu của Ecuador.